# U.S. Highway 15
Der U.S. Highway 15 (kurz US 15) ist ein United States Highway im Osten der Vereinigten Staaten. Der Highway verläuft in Nord-Süd-Richtung durch die Bundesstaaten South Carolina, North Carolina, Virginia, Pennsylvania und New York auf einer Strecke von etwa 1274 km.

## Verlauf

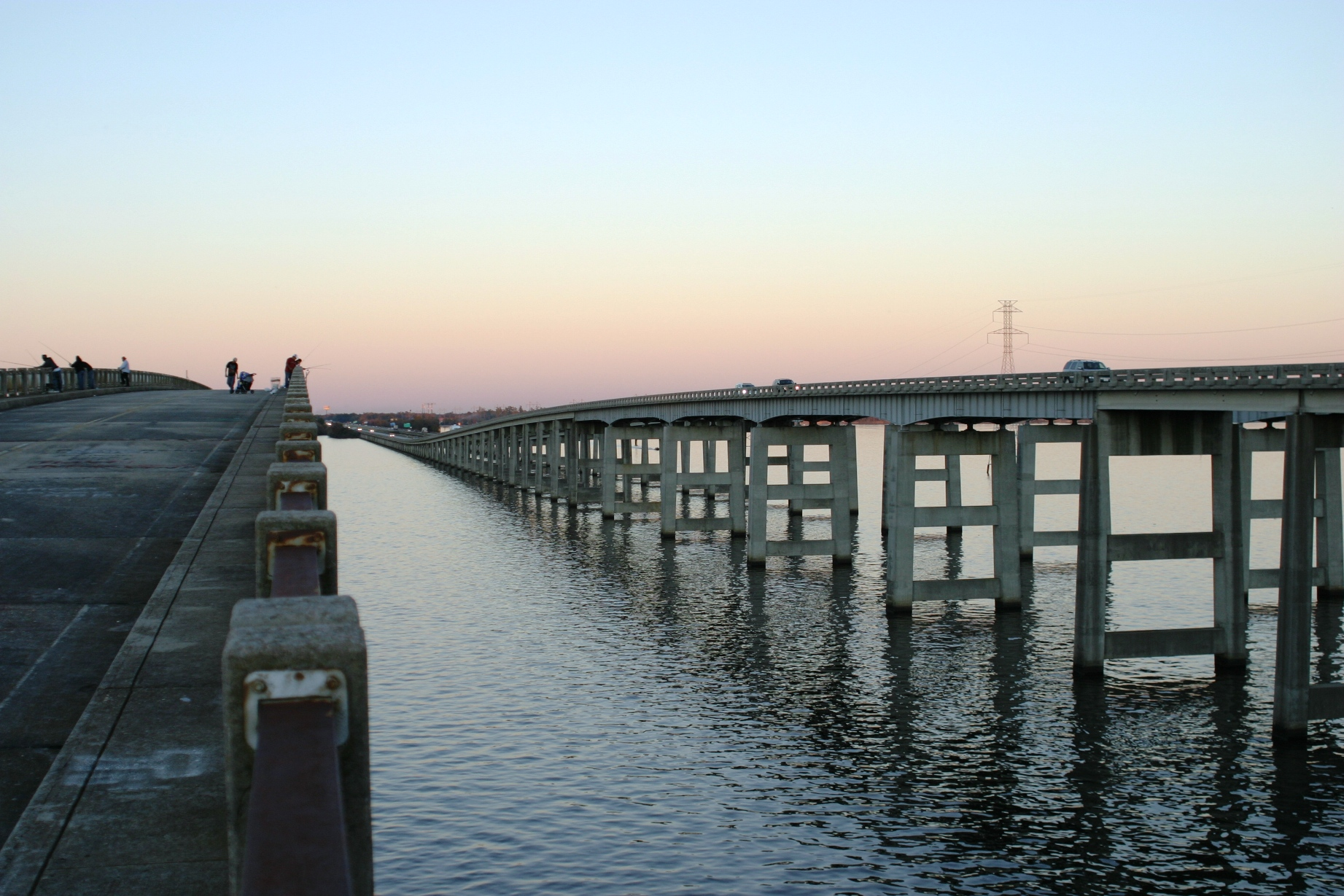
Brücke über den Lake Marion im Abschnitt zusammen mit der I-95

### South Carolina

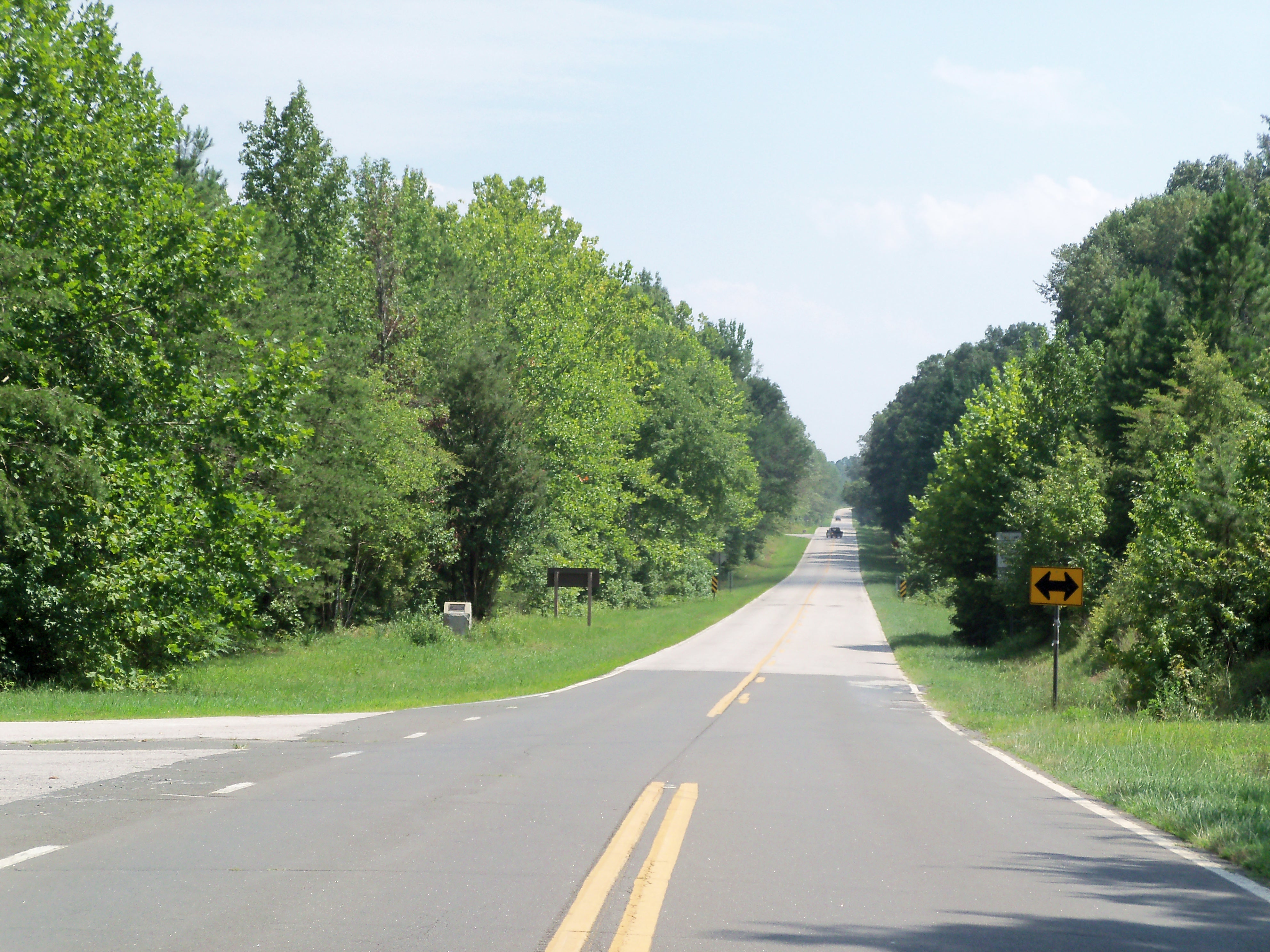
Im Norden von North Carolina

Die Straße beginnt im Süden in der Stadt Walterboro im Bundesstaat South Carolina an der Alternativroute des U.S. Highway 17 (US 17 Alt). Von dort führt sie in nordnordöstlicher Richtung parallel zur Interstate 95 bis zum Lake Marion, wo sie bei dem Ort Santee in die Interstate 95 mündet. Ab dort sind die US 15, die I-95 und die US 301 zusammengelegt und führen über den See. Erst ab dem Ort Summerton etwa 18 km Luftlinie weiter nordöstlich geht die US 15 alleine und eigenständig weiter. Die Straße führt nun über Land nach Norden zu der Stadt Sumter und danach zur Interstate 20. Ab dort schlägt sie eine nordöstliche Richtung ein. Ab dem Ort Society Hill wird der Highway mit der US 401 zusammengeführt und beide laufen in Richtung der Grenze zu North Carolina.

### North Carolina
Beide Straßen kreuzen die Interstate 74 und führen durch die Stadt Laurinburg, wo sich nördlich der Highway 401 abspaltet und die US 15 zusammen mit dem U.S. Highway 501 wieder direkt nach Norden führt. Bei Aberdeen schließt sich zusätzlich noch der U.S. Highway 1 an, sodass die US Route 15 hier innerhalb des Ortes mit zwei weiteren Highways auf einer Strecke verläuft. Außerhalb des Orts zweigt der Highway 1 nach Nordosten ab und die US 15 und US 501 führen bis Carthage nach Norden und anschließend nach Nordosten, bis sie wieder für einen kurzen Abschnitt auf die US 1 treffen. US 15 und 501 verlaufen danach weiter nach Norden, etwa 40 km westlich an der Hauptstadt Raleigh vorbei und durch die Stadt Chapel Hill, kreuzen die I-40 und schneiden die Großstadt Durham. Nordwestlich derer treffen sie auf die Interstate 85, welche in diesem Abschnitt mit der US 70 zusammengelegt ist. Nördlich und nordöstlich der Stadt zweigen die US 501 und US 70 ab, sodass die US 15 jetzt zusammen mit der I-80 nach Nordosten verläuft. Hinter dem Falls Lake zweigt die US Route 15 ab und führt jetzt wieder eigenständig parallel zur Interstate durch verschiedene Ortschaften. Vor der Stadt Oxford kreuzt sie die Autobahn und durchläuft nur noch kleinere Orte bis zur Grenze zu Virginia.

### Virginia

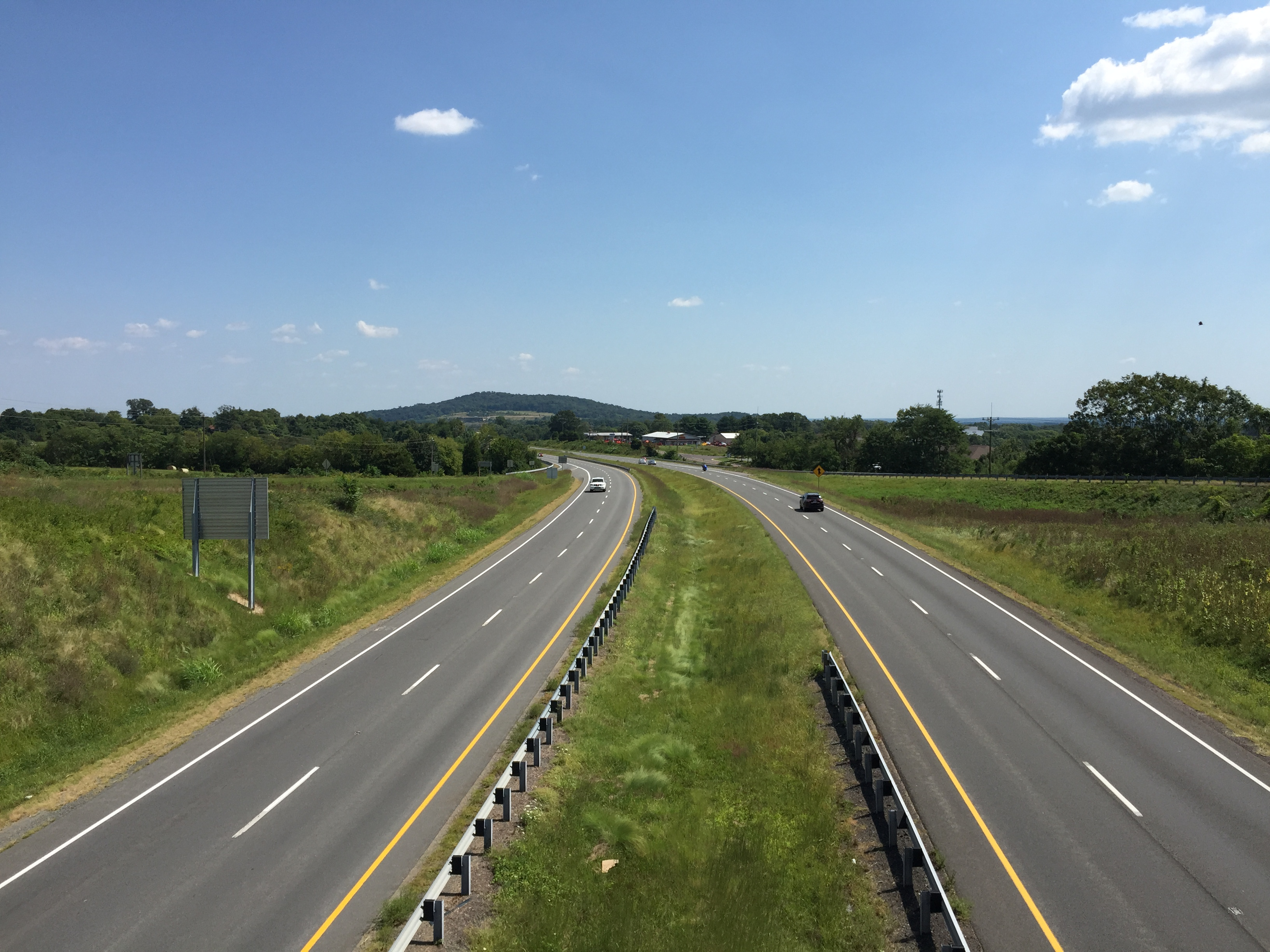
Bei Culpeper in Virginia

Kurz hinter der Grenze überquert der Highway den Roanoke River, der hier zum John H. Kerr Reservoir aufgestaut ist und führt fast im gesamten Bundesstaat durch sehr ländliches Gebiet. Bei dem Ort Wylliesburg trifft er auf den Highway 360 und verlässt diesen bei Keysville wieder. Weiter im Norden bei Farmville ist die Straße für etwa 7 km identisch mit der US Route 460, kreuzt 24 km nördlich davon den U.S. Highway 60, überquert danach den James River und kreuzt etwa in der Mitte von Virginia den U.S. Highway 250 und die Interstate 64. Ab der Stadt Culpeper wird die Straße mit dem U.S. Highway 29 zusammengelegt und einige Kilometer weiter stößt der Highway 17 hinzu. Ab Warrenton verlässt dieser die Strecke wieder und kurz vor Kreuzung der Interstate 66 der Highway 29 ebenfalls. Der U.S. Highway 15 führt jetzt circa 50 km westlich des Stadtzentrums von Washington, D.C. nach Norden, kreuzt die US 50 und führt vorbei an der Stadt Leesburg. Mit der Überquerung des Potomac River überquert die US 15 gleichzeitig die Grenze zum Bundesstaat Maryland.

### Maryland
Einige Kilometer nach der Grenze trifft der Highway auf die US Route 340, kreuzt die Interstate 70 und trifft kurz vor der Stadt Frederick auf den U.S. Highway 40. Die US 15 bildet in der Folge den Frederick Highway, eine vierspurig ausgebaute Umgehungsstraße um die Stadt. Danach führt die Strecke, weiter vierspurig, nur noch durch von Wiesen und Wäldern geprägte Landschaft bis zur Grenze zu Pennsylvania.

### Pennsylvania

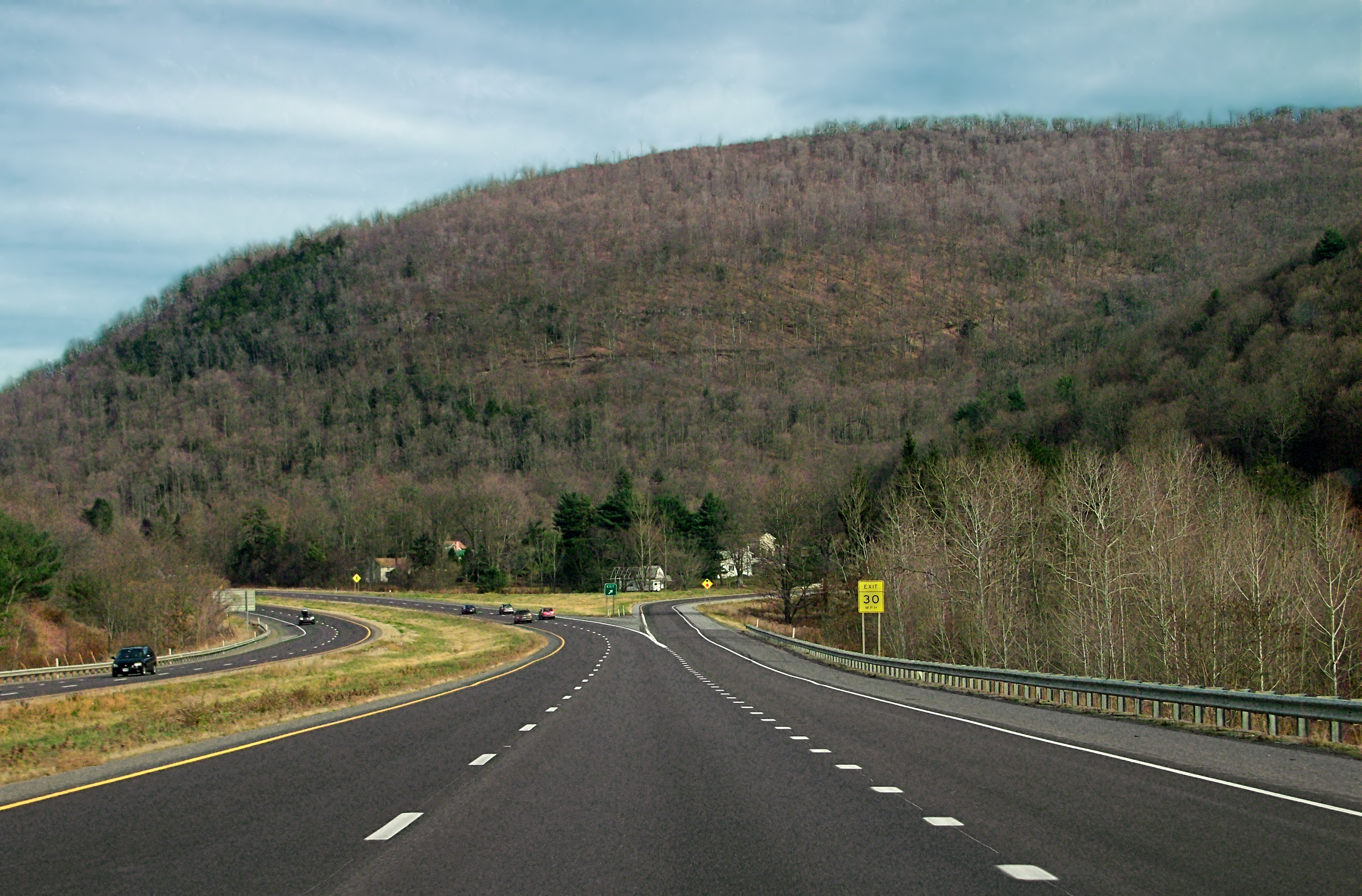
In den Allegheny Mountains in Pennsylvania

Die Straße führt weiterhin vierspurig ausgebaut vorbei an Gettysburg, wo sie den U.S. Highway 30 kreuzt bis zur Hauptstadt Harrisburg, wo die I-76 (Pennsylvania Turnpike), der Highway 11 und die Interstate 81 gekreuzt werden. Erst danach ist die Strecke wieder zweispurig. Sie verläuft fortan entlang des Susquehanna River und kreuzt den U.S. Highway 22 und 522. Hinter Milton wird die Interstate 80 überquert und bei Williamsport der Fluss. Dort ist die Straße für wenige Kilometer gleichbedeutend mit der I-180 und dem Highway 220. Danach verläuft die Route zunächst entlang des Lycoming Creek und durch hügelige Landschaft nach Norden, wo vor der Grenze zum Bundesstaat New York der U.S. Highway 6 gequert wird.

### New York
Ab der Grenze bildet der U.S. Highway 15 zusätzlich die Interstate 99 und läuft noch etwa 20 km entlang des Tioga River bis nach Painted Post, wo der Highway nach 1274 km in der I-86 und der New York Route 17 endet.